# Biserica de lemn din Ciolpani
Biserica de lemn Sfântul Nicolae din Ciolpani este o biserică ortodoxă aflată pe raza localității Runcu, Buhuși, județul Bacău. A fost clădită în anul 1730 în locul unei biserici mai vechi. Este construită din lemn masiv de stejar și acoperită cu șindrilă. Este una dintre cele mai mici biserici din Moldova. Între anii 2000-2002 biserica a fost restaurată după proiectul inițial înlăturându-i-se pronaosul și alte elemente de construcție moderne.

## Amplasament
Accesul la bisericuța de lemn se face de pe drumul Buhuși-Mănăstirea Runc, aflându-se la 3 km de orașul Buhuși și la 4 km de mănăstirea Runc. 
Bisericuța se află amplasată într-un mic cimitir și imediat învecinată cu Mănăstirea Ciolpani. 

## Galerie

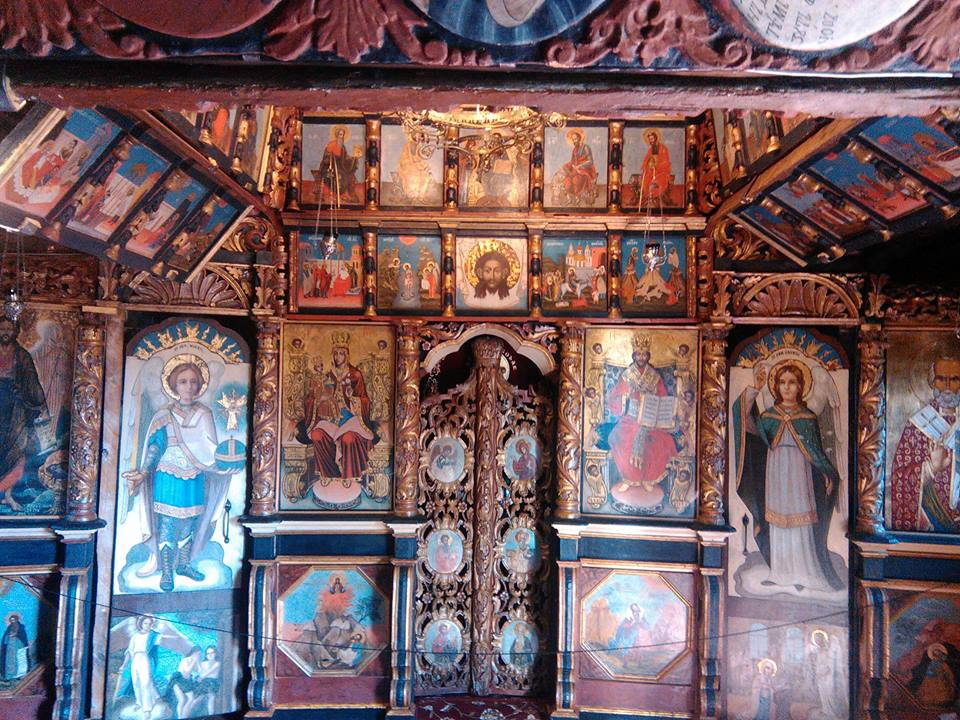
Catapeteasma
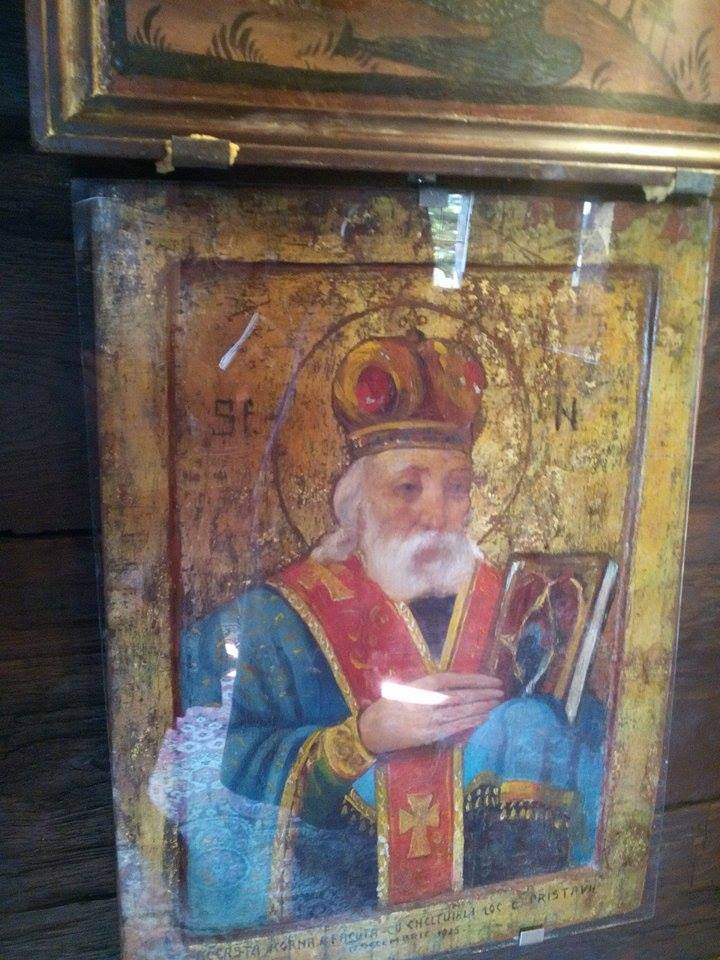
icoana făcătoare de minuni a Sfântului Nicolae de la bisericuţa din Ciolpani
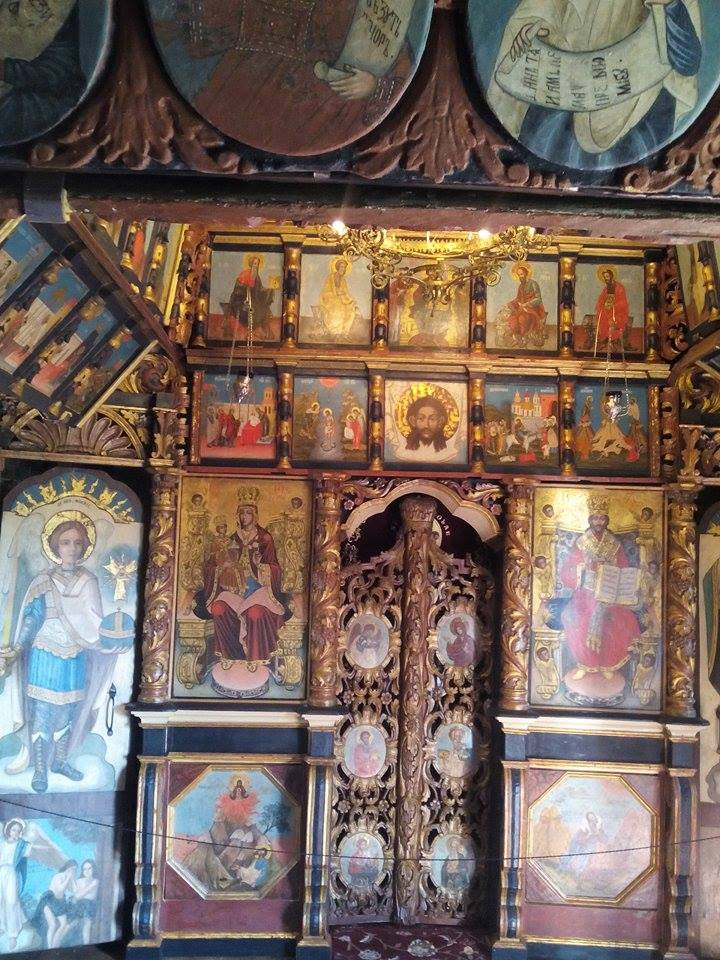
Catapeteasma bisericuţei de la Ciolpani
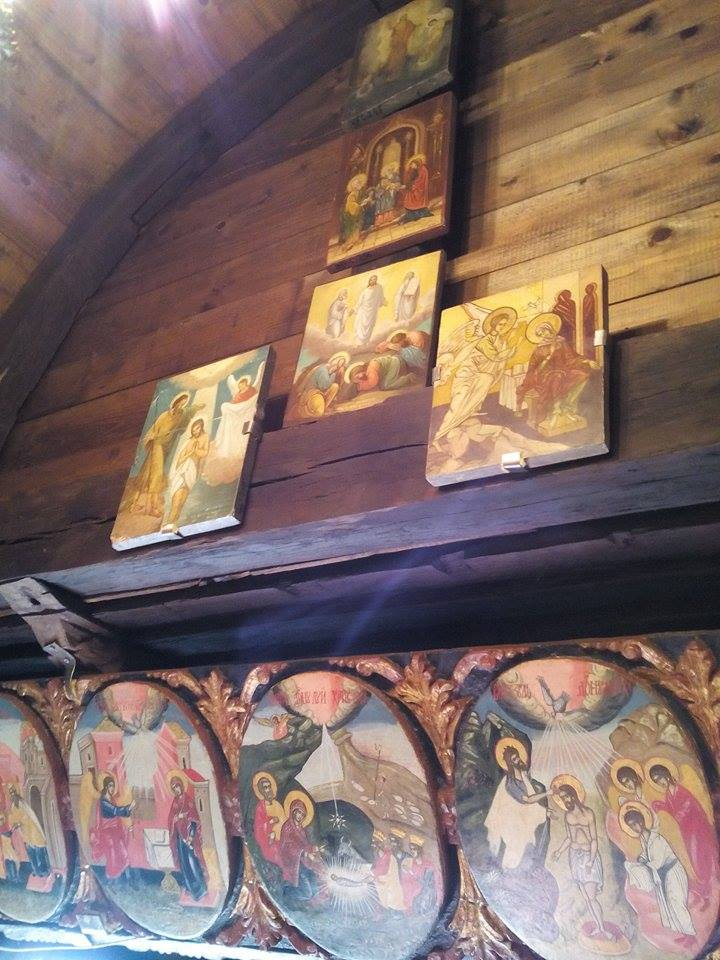
icoane, bisericuţa Ciolpani
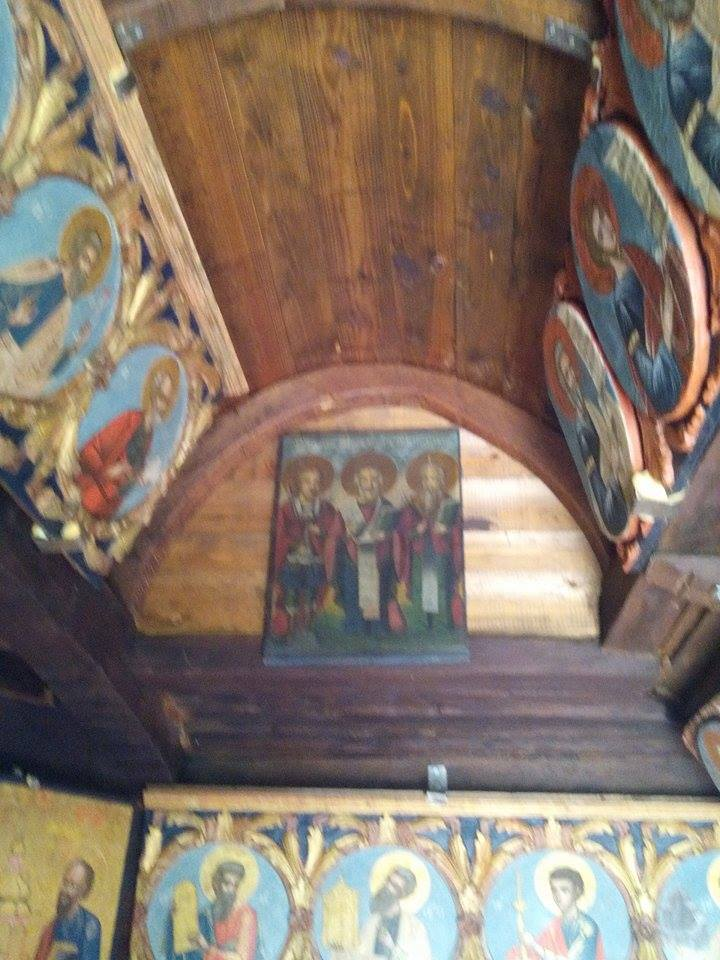
tavanul bisericuţei Ciolpani
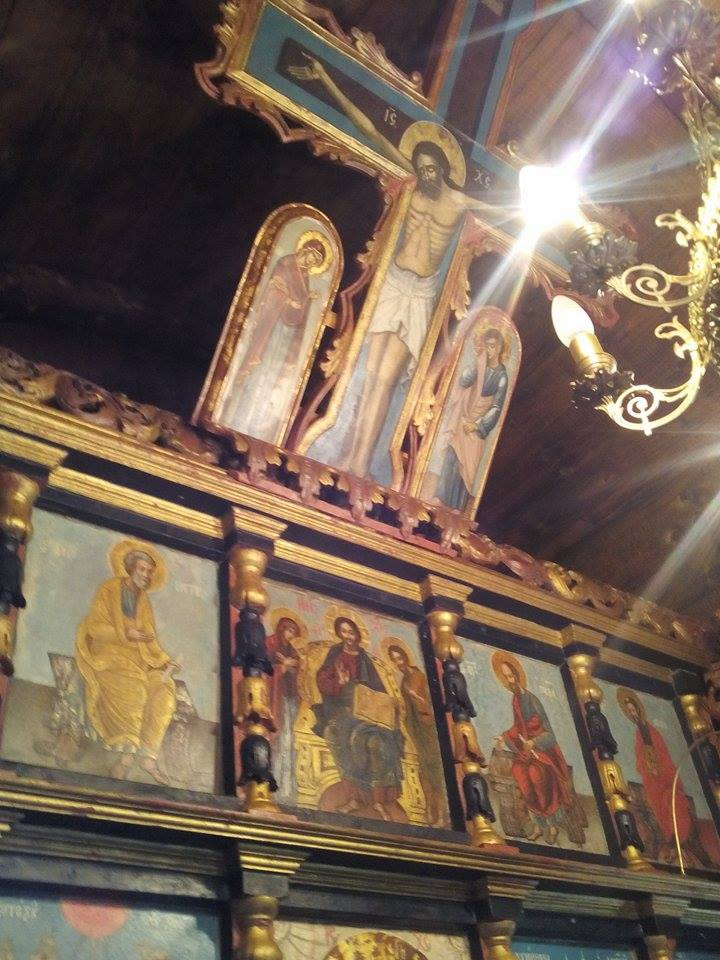
crucea de pe catapeteasma din Ciolpani
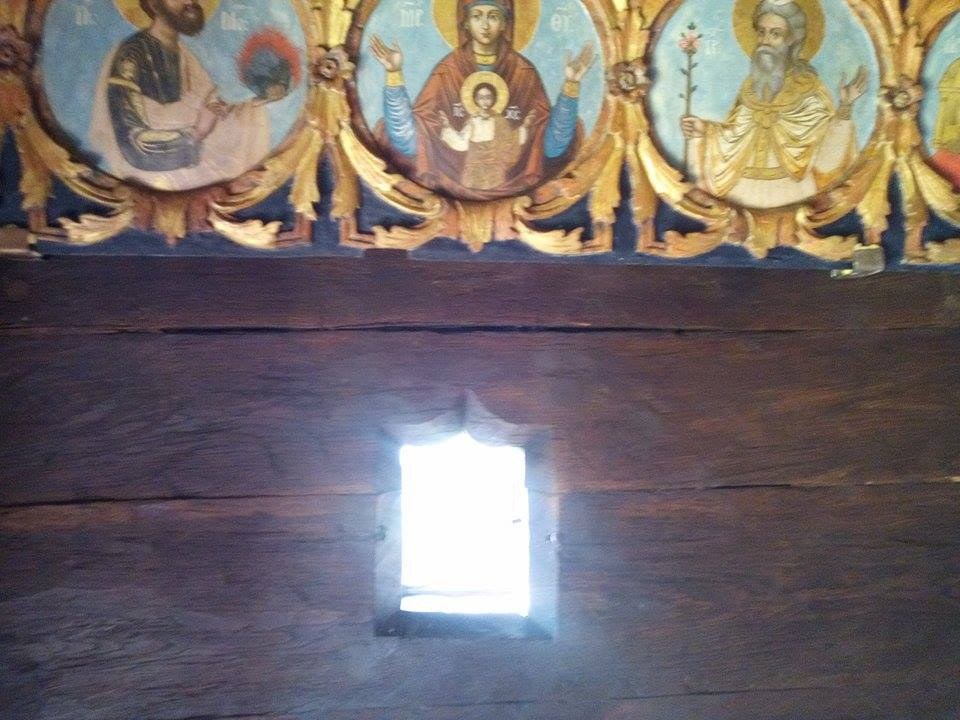
fereastră a bisericii din Ciolpani